# Bundesstraße 109
Die Bundesstraße 109 (Abkürzung: B 109) ist eine deutsche Bundesstraße, die in Falkenthal (Gemeinde Löwenberger Land) beginnt und an der Anschlussstelle Greifswald der A 20 endet. Auf einem kleinen Stück vor Prenzlau verläuft die Märkische Eiszeitstraße auf der B 109.
Der Abschnitt von Anklam nach Greifswald wurde von 1833 bis 1836 neu angelegt und umging nun einige Dörfer. Anfang der 2000er Jahre wurden einige Abschnitte der Bundesstraße ersetzt bzw. verlegt. Neben der Ortsumfahrung Pasewalk bekamen auch Anklam (1999, 2002 und 2015 in drei Bauabschnitten) und Greifswald 2004/2009 eine Ortsumgehung. 2006 wurde mit der Abstufung der B 96 im Zuge des Neubaus der A 20, die B 109 vom ehemaligen Ende südlich der Stadt Greifswald aus bis westlich von Greifswald verlängert. Dort ging die B 109 bis Mitte 2013 in die B 105 über.
Seit 2005 verläuft die Bundesstraße 109 im Südabschnitt rund 10–15 Kilometer weiter westlich als vorher und endet in Falkenthal (Gemeinde Löwenberger Land), sodass die Süd-Nord-Durchquerung der Schorfheide zwischen Zerpenschleuse und Mittenwalde entfällt und stattdessen nun die Städte Zehdenick und Templin an der B 109 liegen.
Mitte 2013 wurde die B 109 im Zuge der Freigabe der Ortsumgehung Levenhagen von der Ortsumgehung Greifswald bis zur A 20 verlängert.
Wegen fehlender Fernverkehrsbedeutung aufgrund des Verlaufs parallel zur Autobahn A 11 ist die B 109 seit Juni 2015 in Brandenburg auf dem Abschnitt Zerpenschleuse, Kreuzung B 167 bis Wandlitz, Kreuzung B 273 und seit April 2016 auf dem weiterführenden Abschnitt bis zur Landesgrenze Berlin/Brandenburg zur Landesstraße L 100 abgestuft.
Ursprünglich begann die B 109 im Verlauf der Prenzlauer Allee in Berlin an der Kreuzung mit der Danziger Straße (Bundesstraße 96a). Der nördliche Teil der Schönerlinder Straße wurde nach einer Instandsetzung mit Wirkung zum 1. Januar 2020 zur Ortsdurchfahrt (Stadtstraße) abgestuft. Dadurch wurde die B 109 im Berliner Stadtgebiet über mehrere Kilometer unterbrochen und stellte so keine zusammenhängende Bundesstraße mehr dar. Daher wurde das verbliebene Teilstück ebenfalls zur Stadtstraße abgestuft.